# Hrabstwo Roscommon (Michigan)
Hrabstwo Roscommon (ang. Roscommon County) – hrabstwo w stanie Michigan w Stanach Zjednoczonych. Obszar całkowity hrabstwa obejmuje powierzchnię 579,84 mil2 (1 501,79 km²). Według danych z 2010 r. hrabstwo miało 24 449 mieszkańców. Hrabstwo powstało w 1840 roku. Pierwotnie nosiło nazwę Hrabstwo Mikenauk, lecz w 1843 roku zostało przemianowane na Roscommon, od hrabstwa Roscommon w Irlandii.

## Sąsiednie hrabstwa
- Hrabstwo Crawford (północ)
- Hrabstwo Oscoda (północny wschód)
- Hrabstwo Ogemaw (wschód)
- Hrabstwo Gladwin (południowy wschód)
- Hrabstwo Clare (południowy zachód)
- Hrabstwo Missaukee (zachód)
- Hrabstwo Kalkaska (północny zachód)

## Wioski
- Roscommon

## CDP
- Houghton Lake
- Prudenville
- St. Helen